# 哈拉尔德·耶尔林
哈拉尔德·耶尔林（德語：Harald Jährling，1954年6月20日—2023年5月18日），德国男子赛艇运动员。他曾代表东德参加1976年和1980年夏季奥林匹克运动会赛艇比赛，获得二枚金牌，均来自男子双人单桨有舵手项目。